# Peter de Klerk
 Peter de Klerk  va ser un pilot de curses automobilístiques sud-africà que va arribar a disputar curses de Fórmula 1.
Va néixer el 16 de març del 1935 a Pilgrim's Rest, Transvaal, Sud-àfrica.

## A la F1
Peter de Klerk va debutar a la desena i última cursa de la temporada 1963 (la catorzena temporada de la història) del campionat del món de la Fórmula 1, disputant el 28 de desembre del 1963 el GP de Sud-àfrica al circuit de East London.
Va participar en un total de quatre proves puntuables pel campionat de la F1, disputades en quatre temporades no consecutives (1963, 1965 i 1969-1970), aconseguint una desena posició com a millor classificació i no assolí cap punt pel campionat del món de pilots.

## Resultats a la Fórmula 1
| Any  | Equip                       | Xassís             | Motor      | 1         | 2   | 3   | 4   | 5   | 6   | 7   | 8   | 9   | 10      | 11  | 12  | 13  | Posició | Punts |
| ---- | --------------------------- | ------------------ | ---------- | --------- | --- | --- | --- | --- | --- | --- | --- | --- | ------- | --- | --- | --- | ------- | ----- |
| 1963 | Otelle Nucci                | Alfa Romeo Special | Alfa Romeo | MON       | BEL | HOL | FRA | GBR | ALE | ITA | USA | MEX | SUD Ret |     |     |     | -       | 0     |
| 1965 | Otelle Nucci                | Alfa Romeo Special | Alfa Romeo | SUD 10    | MON | BEL | FRA | GBR | HOL | ALE | ITA | USA | MEX     |     |     |     | -       | 0     |
| 1969 | Brabham Racing Organization | Brabham            | Repco      | SUD NC(9) | ESP | MON | HOL | FRA | GBR | ALE | ITA | CAN | USA     | MEX |     |     | -       | 0     |
| 1970 | Team Gunston                | Brabham            | Ford       | SUD 11    | ESP | MON | BEL | HOL | FRA | GBR | ALE | AUT | ITA     | CAN | USA | MEX | -       | 0     |

### Resum
| Curses: | Victòries: | Pòdiums: | Poles: | Voltes ràpides: | Punts: |
| ------- | ---------- | -------- | ------ | --------------- | ------ |
| 4       | 0          | 0        | 0      | 0               | 0      |